# Urduja (Filme)
Urduja é uma adaptação cinematográfica em animação ,de 2008, da lenda da princesa guerreira Urduja de Pangasinan , dirigido por Mike Tuviera É o primeiro de dois filmes de animação produzidos localmente (nas Filipinas) que foram lançados em 2008. O outro, Dayo, foi lançado em dezembro de 2008, a tempo do Metro Manila Film Festival .
Urduja é criado por um grupo de animadores filipinos e feito usando o processo de animação tradicional (desenhado à mão). Ele também possui um elenco filipino de dubladores. Urduja foi lançado em 18 de junho de 2008. O tempo de execução do filme é de exatamente 100 minutos.

## Enredo
Situado no século XIII, o filme é um conto fictício da princesa Urduja, a lendária princesa guerreira de Pangasinán.
Como filha única de Lakanpati, chefe da tribo Tawilisi no norte de Luzon, Urduja cresceu como guerreira, com a capacidade e a vontade de defender seu povo de sua tribo rival, os Badjaos. A idade de Lakanpati e a saúde debilitada deram origem à urgência de encontrar um homem para a princesa se casar e que inevitavelmente liderará a tribo.
O homem que Lakanpati considera mais elegível para se tornar marido de Urduja é Simakwel, um guerreiro Tawilisi, mas de quem a princesa não gosta. Alheio aos modos ambiciosos e intrigantes de Simakwel, Lakanpati tenta o seu melhor para convencer Urduja a se casar com ele. No entanto, Urduja conhece Limhang, um pirata chinês, que pousa na costa de Tawilisi depois que ele foge da ira do cruel e ganancioso Wang. Urduja imediatamente se apaixona pelo estranho Limhang, que preocupa Lakanpati e leva Simakwel à loucura. Com medo de perder a coroa e Urduja, Simakwel faz de tudo para afastar Limhang de Urduja. Eventualmente, as boas ações de Limhang e a genuína bondade conquistam o respeito e a confiança da tribo Taliwisi.
Wang logo encontra Limhang, que se entrega voluntariamente a Wang, garantindo que ele não atacará Tawilisi. No final, Wang ainda ordena que seus homens atacem a tribo. Urduja e seu povo bravamente defendem a tribo das forças de Wang. Limhang escapa de seus captores, e com a ajuda dos Badjaos fazem os invasores fugirem.

## Elenco
- Regine Velasquez como Princesa Urduja, a personagem protagonista e filha de Lakanpati. A cantora Regine Velasquez foi escolhida a dedo por Antonio Tuviera para desempenhar o papel principal.[4]
- Cesar Montano como Limhang, o pirata chinês que desembarcou na costa de Tawalisi e o interesse amoroso da princesa Urduja.[5]
- Eddie Garcia como Lakanpati, chefe da tribo Tawilisi e pai da princesa Urduja.[5]
- Jay Manalo como Simakwel, o noivo da princesa Urduja.[5]
- Johnny Delgado como Wang, o principal antagonista do filme e o inimigo de Limhang.[5]
- Ruby Rodriguez como Mayumi, a melhor amiga da princesa Urduja.[5]
- Epi Quizon como Daisuke, o melhor amigo japonês de Limhang, Mayumi tem uma queda por ele.[5]
- Michael V. como Kukut, o rato de estimação de Limhang.[5]
- Allan K. como Tarsir, tarsier de estimação da princesa Urduja.[5]
- Bj Forbes [5]